# Jeremy London
Jeremy Michael London, född 7 november 1972 i San Diego, Kalifornien, är en amerikansk skådespelare.
London uppmärksammades när han fick en roll i TV-serien Ensamma hemma. Han har också spelat rollen som Chandler Hampton i TV-serien Sjunde himlen samt i flera filmer och andra TV-serier. Han har även medverkat i Celebrity Rehab.
Han har en skådespelande tvillingbror, Jason London.

## Filmografi (urval)
- 1991–1993 – Lilly Harpers dröm (TV-serie)
- 1995 – The Babysitter
- 1995 – Mallrats
- 1995–2000 – Ensamma hemma (TV-serie)
- 2002-2004 - Sjunde himlen (TV-serie)